# 高山囊瓣芹
高山囊瓣芹（学名：Pternopetalum subalpinum）是伞形科囊瓣芹属的植物，是中国的特有植物。分布在中国大陆的云南等地，生长于海拔3,000米至4,100米的地区，常生长在路边林下，目前尚未由人工引种栽培。